# Omroep Brabant
Omroep Brabant er den den nederlandske provins Noord-Brabants regionale public-service tv-kanal.

## Historie
Den første radioudsendelse var på den 1. september 1976. Jacques Grijpink var direktør ved oprettelsen af Omroep Brabant. I første omgang blev der lavet radio-udsendelser til Eindhoven og omegn.
I marts 1989 begyndte Omroep Brabant med at sende lokalversioner med studier i Breda, 's-Hertogenbosch og Tilburg. Studierne i 's-Hertogenbosch og Tilburg bortskaffes efter nogle år. Studiet i Breda er hjem til redaktionen for West-Brabant, der dækker området fra Bergen-op-Zoom til Tilburg.
Siden september 1997 laver Omroep Brabant fjernsynsprogrammer. Senderen har daglig fire direkte nyhedsudsendelser (07.00, 09.30, 12.30 og 18.30) og baggrundsprogrammer fra studiet i Son, tæt på Eindhoven. Fra 1 marts 1982 til september 2011 stod meteorologen Johan Verschuuren fra Aarle-Rixtel for den regionale vejrudsigt. Dette blev i september 2007 overtaget af Meteo Consult. Udover nyheder og vejret har Omroep Brabant en række faste programmer, der sigter på området.
Omroep Brabant udsender også de regionale nyheder på internettet og har desuden har også mobile apps, og redaktionen er også aktiv på de sociale medier.